# Ahmed Merza
Ahmed Merza (en árabe: أحمد ميرزا‎; Manama, Baréin, 21 de febrero de 1991) es un futbolista de Baréin que juega en la posición de centrocampista. Desde 2018 juega con el Hidd SCC de la Liga Premier de Baréin.

## Carrera

### Club
| Periodo   | Club          |
| --------- | ------------- |
| 2008-2014 | Al-Ettihad SC |
| 2014–2017 | Riffa SC      |
| 2017–2018 | Al-Ettihad SC |
| 2018–     | Hidd SCC      |

### Selección nacional
Debutó con Baréin en 2013 y participó en la copa Asiática 2019.

## Logros
- Liga Premier de Baréin (1): 2019/20